# Yttygran
Yttygran, anche detta Itygran o Ittygran (in russo Ыттыгран, Итыгран o Иттыгран; in ciukcio Игынран, Igynran), è un'isola russa del Pacifico che si trova nello stretto di Bering, al largo della costa della penisola dei Čukči, a nord-ovest di capo Čaplin. Appartiene amministrativamente al Circondario autonomo della Čukotka. L'isola si trova circa 4 km a sud di Arakamčečen.
L'isola è lunga 13,5 km e larga 5 km, la superficie totale è di 17 km²; il territorio è montagnoso. In direzione est, a 5 km si trova la piccola isola Nunėangan. Nelle acque intorno a Yttygran e Arakamčečen sono comuni le balene bianche e sulla coste vivono colonie di trichechi.
C'è un posto sull'isola di origine sciamanica, chiamato "vialetto delle ossa di balena" (in russo Китовая Аллея?, Kitovaja Alleja). Si compone di un insieme di crani, ossa, pietre e costole di balena artica piantate ad arco, lungo la spiaggia.